# Alive (песня Pearl Jam)
«Alive» (в переводе с англ. — «Живой») — сингл американской рок-группы Pearl Jam. «Alive» первый сингл группы, позже песня вышла на их дебютном альбоме Ten, 1991 года. Песня была написана как инструментал Стоуном Госсардом, была включена в демо-кассету, которая распространялась в надежде найти вокалиста для группы. Эдди Веддер получил копию этой кассеты, и написал текст к песне, которые рассказывают выдуманную историю (хотя и основанную на личном опыте самого Эдди Веддера) о том, как парень узнал что его отец, не был его биологическим родителем.
«Alive» заняла 16-е место в британском сингл-чарте (сингл был доступен только через американский импорт).

## История
Песня содержит по-настоящему взрывной припев, хотя и менее утончённый, менее крутой и менее грандиозный нежели истинный арена-роковый.
В 1990 году, Стоун Госсард (тогда играл в группе Mother Love Bone) написал музыку для песни, которую он назвал «Dollar Short». После смерти Эндрю Вуда от передозировки героина Стоун Госсард и его товарищ по группе Джефф Амент начинают играть вместе с гитаристом Майком МакКриди, в надежде собрать новую группу. «Dollar Short» одна из пяти песен на демо-кассете Stone Gossard Demos ’91, Госсард, Aмент и МакКриди распространяли её в надежде найти вокалиста и барабанщика для новой группы.
Кассета попала в руки Эдди Веддера, который, в то время работал заправщиком на АЗС в Сан-Диего, штат Калифорния. Он прослушал её прежде чем пойти на сёрфинг, где и придумал слова. «Alive» была первой песней, для которой Веддер записал вокал, после чего отправил её обратно в Сиэтл. Прослушав запись, группа пригласила Веддера в Сиэтл, где ему предложили присоединиться к группе.
В январе 1991 года группа, под названием «Mookie Blaylock» делает демозапись «Alive» на London Bridge Studio. Песни записанные во время тех сессий, позже появятся на дебютном альбоме Ten, и на EP Alive. В июне 1991 года, группа отправляется в Англию микшировать альбом, где микшер Тим Палмер и Майк МакКриди добавляют к песне завершающие соло. МакКриди записал соло, которое Палмер усложнил. МакКриди был неудовлетворён результатом, и переписал его. «Он ещё раз пошёл на это», Палмер вспомнил, — «и сразу же сделал его. Там уже нечего было делать; это был первый дубль».

## Текст песни
«Alive» — первая часть трилогии песен о том, что Эдди Веддер позже назвал «миниоперой» под названием «Mama-Son». Она состоит из песен «Alive», «Once» и «Footsteps». Это история про молодого парня, узнавшего что его отец — на самом деле приходится ему отчимом, в то время как горе матери приводит к инцесту с сыном, который сильно напоминает ей биологического отца. Далее следует песня «Once» в которой главный герой обезумев совершает серию убийств. Последняя песня трилогии — «Footsteps», в которой главный герой оказавшись в тюремной камере оглядывается назад, в ожидании свершения правосудия.
Песней «Alive» Эдди Веддер обозначил автобиографическую и беллетристическую части. Когда Веддер был подростком, его мать призналась, что его отец на самом деле приходится ему отчимом, и что его биологический отец мёртв. Первый и последний куплеты это подробное описание реальных событий, а второй куплет это рассказ со стороны.
Несмотря на устоявшиеся интерпретации, Эдди Веддер имел в виду нечто иное, заявляя, «относясь с любовью, связан со смертью отца. Зная всё, это ложится тяжёлой ношей». В 2006 году, в эфире программы Storytellers канала VH1 Веддер сказал что для него за эти годы значение песни изменилось.

## Композиция
«Alive» включает длинное гитарное соло после третьего куплета. Это соло, авторства Майка МакКриди, отмечено 44-м местом в списке 100 Greatest Guitar Solos, журнала Guitar World. 26-м местом в списке 100 Hottest Guitar Solos, журнала Total Guitar. Интересно, что когда в интервью Майка Маккриди спросили о его известном соло, он отказался от авторства на него, говоря что в основном это — «скопированное соло Эйса Фрэйли из песни „She“, которое было позаимствовано из соло Робби Кригера в песне „Five to One“». Кроме того, можно проследить сильное влияние Джими Хендрикса на игре Майка Маккриди, включая частое использование «wah»-педали, вибрато и барных провалов, так и использование гитары Fender Stratocaster.

## Список композиций
| №  | Название | Автор(ы)        | Длительность |
| -- | -------- | --------------- | ------------ |
| 1. | «Alive»  | Веддер, Госсард | 5:40         |
| 2. | «Once»   | Веддер, Госсард | 3:51         |

| №  | Название | Автор(ы)                                 | Длительность |
| -- | -------- | ---------------------------------------- | ------------ |
| 3. | «Wash»   | Aмент, Госсард, Крузен, Маккриди, Веддер | 3:34         |

| №  | Название                 | Автор(ы)                                    | Длительность |
| -- | ------------------------ | ------------------------------------------- | ------------ |
| 1. | «Alive» (Live)           | Веддер, Госсард                             | 4:57         |
| 2. | «Even Flow» (Перезапись) | Веддер, Госсард                             | 5:07         |
| 3. | «Wash»                   | Aмент, Госсард, Крузен, Маккриди, Веддер    | 3:35         |
| 4. | «Dirty Frank»            | Амент, Госсард, Веддер, Маккриди, Аббруззес | 5:39         |

| №  | Название       | Автор(ы)        | Длительность |
| -- | -------------- | --------------- | ------------ |
| 1. | «Alive» (Edit) | Веддер, Госсард | 4:20         |

| №  | Название       | Автор(ы)        | Длительность |
| -- | -------------- | --------------- | ------------ |
| 1. | «Alive» (Live) | Веддер, Госсард | 4:55         |

| №  | Название             | Автор(ы)                                 | Длительность |
| -- | -------------------- | ---------------------------------------- | ------------ |
| 1. | «Alive»              | Веддер, Госсард                          | 5:41         |
| 2. | «Wash»               | Aмент, Госсард, Крузен, Маккриди, Веддер | 3:34         |
| 3. | «I’ve Got a Feeling» | Леннон, Маккартни                        | 3:37         |

## Выпуск и отзывы
«Alive» была выпущена в качестве сингла для международной коммерческой продажи в 1992 году, однако в Соединённых Штатах сингл выпущен 27 июня 1995 года и был доступен только в дорогом импортном варианте. До коммерческого выпуска сингл был выпущен на промо-CD и кассетах с другой обложкой. «Wash» была выпущена би-сайдом в коммерческом варианте, «I’ve Got a Feeling» существовала только в промоварианте. Помимо прочих заметных различий в сингл версии гитарное соло в конце песни отличается от альбомной. Также би-сайд «Wash» присутствует в качестве бонуса в европейском релизе альбома Ten.
Песня достигла 16-го места в чартах Mainstream Rock Tracks и 18-го места в Modern Rock Tracks журнала Billboard, хотя сам альбом и последующие синглы добились большего успеха в рок-чартах. «Alive», тем не менее, сыграл важную роль в привлечении внимания к группе.

## Позиции в чартах
Еженедельные чарты:
| Хит-парад (1992)                                    | Позиция |
| --------------------------------------------------- | ------- |
| Австралия (ARIA)                                    | 9       |
| Бельгия/Фландрия (Ultratop 50)                      | 16      |
| Германия (GfK)                                      | 44      |
| Ирландия (IRMA)                                     | 13      |
| Нидерланды (Dutch Top 40)                           | 13      |
| Новая Зеландия (Recorded Music NZ)                  | 20      |
| Польша (LP3)                                        | 16      |
| Великобритания UK Singles (Official Charts Company) | 16      |
| США US Billboard Mainstream Rock Tracks             | 16      |
| США US Billboard Modern Rock Tracks                 | 18      |
| Хит-парад (2009)                                    | Позиция |
| США US Billboard Digital Songs                      | 66      |